# Асијенда Сан Хосе (Порторико)
Асијенда Сан Хосе (шп. Hacienda San Jose) град је у америчкој острвској територији Порторико, острвској држави Кариба.

## Демографија
По попису из 2010. године број становника је 3.531.
| Група             | 2000.    | 2010.         |
| Белци             | 0 (0,0%) | 30 (0,8%)     |
| Афроамериканци    | 0 (0,0%) | 204 (5,8%)    |
| Азијати           | 0 (0,0%) | 8 (0,2%)      |
| Хиспаноамериканци | 0 (0,0%) | 3.494 (99,0%) |
| Укупно            | 0        | 3.531         |